# Adolf Mayer
Christian Gustav Adolf Mayer, também conhecido simplesmente como Adolph Mayer (Leipzig, 15 de fevereiro de 1839 — Bolzano, 11 de abril de 1907) foi um matemático alemão.

## Vida
Mayer frequentou a Thomasschule zu Leipzig. Estudou química, mineralogia e principalmente matemática na Universidade de Heidelberg, Universidade de Göttingen e Universidade de Leipzig. Em Göttingen foi em 1859 membro do Corps Hildeso-Guestphalia. Obteve o doutorado em 1861, em Heidelberg. Na sequência de seus estudos na Universidade de Königsberg habilitou-se em 1866 na Universidade de Leipzig, onde foi em 1871 professor extraordinário e em 1881 professor honorário.
Em 1882 foi co-diretor do Seminário de Matemática, fundado por Felix Klein. De 1890 a 1900 foi professor ordinário em Leipzig.
Suas áreas de pesquisa foram equações diferenciais parciais, cálculo variacional e mecânica analítica.

## Obras
- Geschichte des Princips der kleinsten Action. Leipzig 1877.